# Styloxus oblatipilis
Styloxus oblatipilis là một loài bọ cánh cứng trong họ Cerambycidae.